# Taxi Driver
Taxi Driver es una película estadounidense dramática de 1976, dirigida por Martin Scorsese, escrita por Paul Schrader y protagonizada por Robert De Niro.
Ambientada en la Nueva York de la década de 1970, poco después de que terminara la guerra de Vietnam, se centra en la vida de Travis Bickle, un excombatiente solitario e inestable que debido a su insomnio crónico comienza a trabajar como taxista, se incorpora a la turbia vida nocturna de la ciudad. El reparto cuenta con la presencia de Cybill Shepherd como la mujer que trabaja en la campaña electoral del candidato presidencial Palantine, y de la que Travis está enamorado, Jodie Foster como una prostituta de doce años con la que Travis se encariña y Harvey Keitel como su proxeneta. Scorsese realiza un cameo.
La película obtuvo varios premios, entre ellos la Palma de Oro del Festival de Cine de Cannes, y cuatro nominaciones al Óscar. Es considerada tanto una película de culto como una de las mejores de su época; también suele ser evaluada por críticos como una de las mejores de todos los tiempos y una obra maestra de su director. En 1994, fue considerada «cultural, histórica y estéticamente significativa» por la Biblioteca del Congreso de Estados Unidos y seleccionada para su preservación en el National Film Registry.

## Argumento

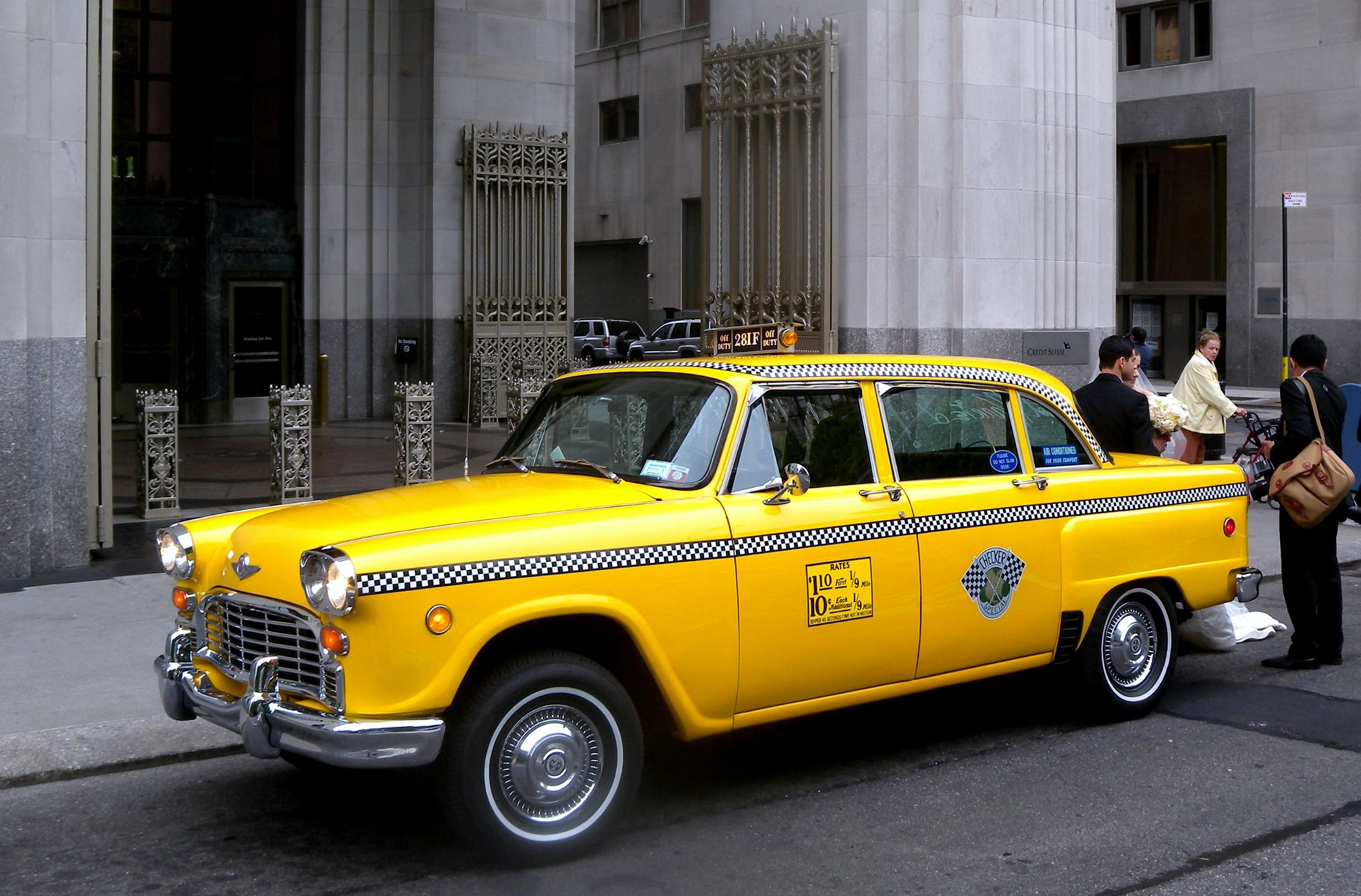
Un taxi de Nueva York, similar al que Travis Bickle conduce en la película.

Travis Bickle es un exmarine solitario e inestable que, luego de retornar de la guerra de Vietnam, vive en la ciudad de Nueva York a mediados de los años 1970. Al padecer de insomnio crónico, comienza a trabajar como taxista, conduce pasajeros cada noche por los suburbios. También pasa tiempo en cines porno de mala muerte y escribe un diario. Un día se enamora de Betsy (Cybill Shepherd), una voluntaria en la campaña presidencial del senador Charles Palantine. Después de ver a Betsy charlar con otro voluntario, entra como voluntario en la campaña del senador, tan solo con el pretexto de hablar con ella y consigue llevarla a tomar un café. En una segunda cita, la lleva a ver una película sexual sueca, ella claramente molesta, sale del cine y se va a casa sola en un taxi. Travis intenta arreglar la situación enviándole flores, que son rechazadas, y llamándole en otras ocasiones por teléfono, siendo también rechazado una y otra vez.
Travis comenta a "Mago" (Peter Boyle), un compañero, sus pensamientos y su necesidad de hacer algo que realmente tenga sentido, pues teme que le vayan a empujar a la violencia, pero este le asegura que todo se calmará e irá mejor. Travis comienza un programa de entrenamiento físico intenso. Compra armas y adapta una pistola para ocultarla en la manga. Una noche, Travis entra en una tienda antes de que un hombre intente robar, y le dispara. El dueño de la tienda se hace responsable y Travis se va. Otra noche, una prostituta menor de edad, Iris (Jodie Foster), entra en el taxi de Travis, escapando de su proxeneta, Matthew "Sport" Higgins (Harvey Keitel). Higgings saca a Iris del taxi y lanza a Travis un billete de veinte dólares. Más adelante Travis contrata los servicios de Iris, pero en lugar de tener relaciones, intenta disuadirla de la prostitución, y consigue citarse con ella para un desayuno. A Travis le obsesiona ayudarla para que regrese a casa de sus padres, y envía dinero y una carta en la que afirma que pronto estará muerto.
Después de afeitarse la cabeza al estilo mohawk, Travis asiste a un acto en el que intenta asesinar al senador Palantine, pero los agentes de seguridad recelan de él y se ve forzado a huir sin siquiera disparar. Regresa a su apartamento y conduce hasta el East Village, donde se enfrenta a “Sport” Higgings. Travis le pregunta si conoce a Iris pero Sport se niega a responder, aludiendo que no conoce a nadie llamada Iris y le pide que se largue. Travis le pregunta si lleva un arma, ante lo cual Sport le lanza su cigarro que fumaba, le da una patada y le dice de forma brusca que se largue. Travis saca su arma y después de decirle "trágate esto" le dispara y a continuación, entra en el burdel en busca de Iris. 
Ahí se encuentra con el hombre al que había pagado por los servicios de Iris, al cual le dispara en la mano derecha. El estruendo del disparo llega hasta la habitación donde se encuentra Iris. Después aparece “Sport” herido y le dispara a Travis, la bala le roza en el cuello sin matarlo. Travis nuevamente dispara y remata a Higgings. Se dirige a la habitación donde está Iris mientras, que el hombre herido al que había disparado en la mano comienza a perseguirlo, insultarlo y a amenazarlo. El encargado de las habitaciones sale de la habitación donde estaba Iris, con un arma en la mano para disparar a Travis en el brazo, provoca que el arma caiga y quede fuera de su alcance. En ese instante Travis extrae una pistola de repuesto que llevaba escondida en la manga y dispara al encargado varias veces, acertando en la cara, provocando que este retroceda y caiga muerto en frente de Iris. 
Travis se dirige a la habitación, pero al entrar el proxeneta que lo persigue lo tumba y comienza a golpearlo con la mano que le quedaba, pero Travis desenvaina un cuchillo oculto en la pierna y se lo clava en esa mano. Toma el arma del encargado y le dispara dándole muerte. Iris comienza a llorar horrorizada mientras Travis intenta suicidarse, pero no queda pistola con munición a su alcance, por lo cual se sienta desfallecido junto a ella en el sillón de la habitación, quedan ambos en silencio. La escena finaliza con los policías entrando, a quienes Travis hace el gesto simbólico de dispararse en la cabeza tres veces con los dedos en forma de pistola (en alusión a los 3 asesinatos que acababa de cometer) mientras sonríe, dando a entender su culpabilidad.
Travis queda convaleciente, mientras se recupera recibe una carta de los padres de Iris, agradeciéndole que salvara a su hija, la cual ha regresado con ellos. Los medios lo califican de héroe y es liberado, por considerar estaba defendiendo su vida y disparaba en defensa propia, vuelve a su trabajo y se encuentra con que Betsy sube a su taxi. Ella habla de su nueva fama, pero él niega ser un héroe. Al llegar a su casa, ella baja del taxi y le pregunta cuánto marca el taxímetro. Travis no le cobra, le sonríe diciendo «adiós», y arranca el auto para verla por el espejo retrovisor. Luego se aleja y vuelve a perderse, mientras contempla la ciudad.

## Reparto
- Robert De Niro como Travis Bickle
- Cybill Shepherd como Betsy

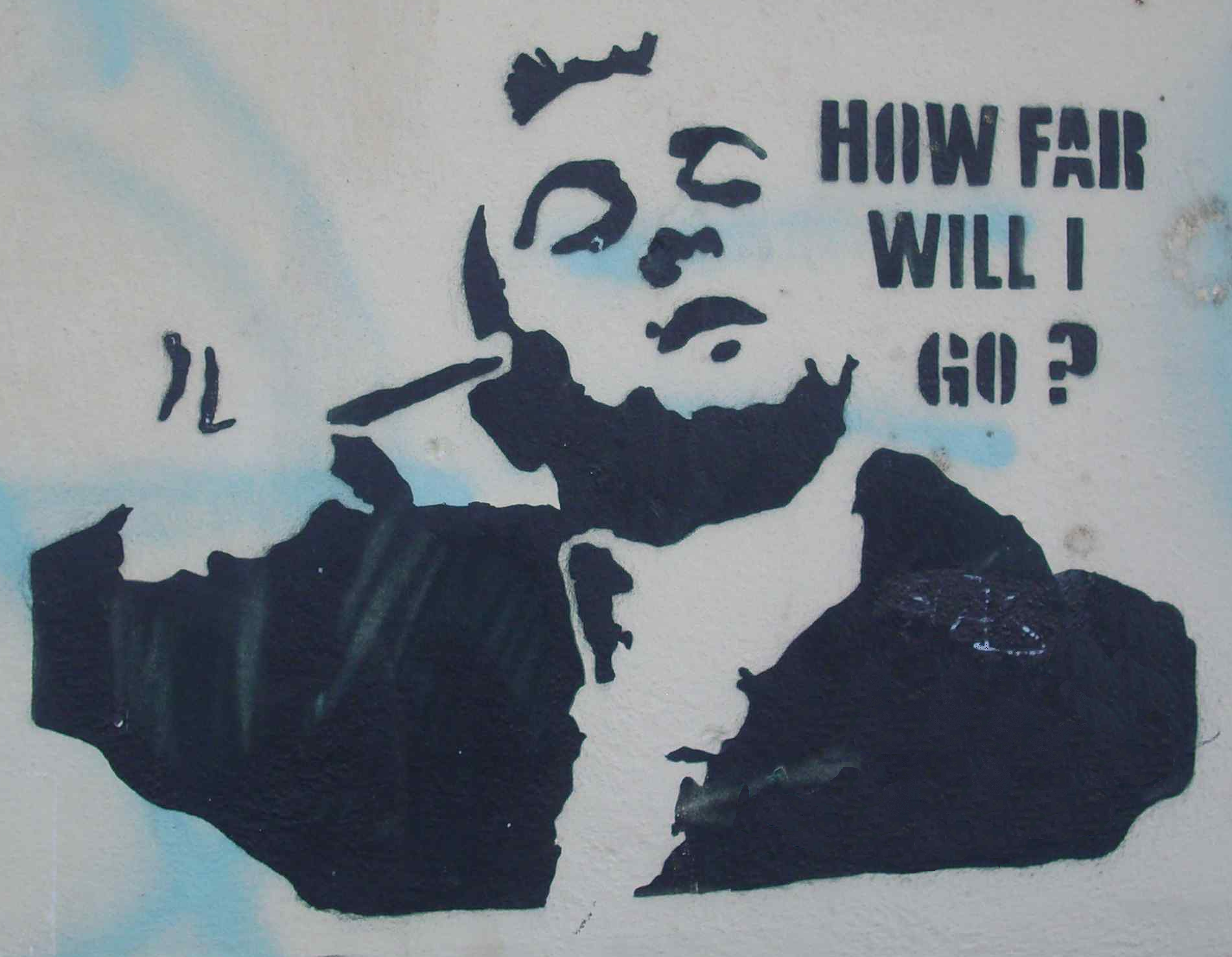
Grafiti de Travis Bickle, el protagonista de la película.

- Jodie Foster como Iris "Easy" Steensma
- Albert Brooks como Tom
- Harvey Keitel como Matthew "Sport" Higgins
- Leonard Harris como senador Charles Palantine
- Peter Boyle como "Wizard"
- Harry Northup como Doughboy
- Martin Scorsese como un pasajero en el taxi de Travis
- Victor Argo como Melio, dueño de una tienda
- Steven Prince como "Easy Andy"
- Joe Spinell como oficial de Travis en la empresa de taxis

## Producción
Martin Scorsese le ofreció el papel de Travis a Dustin Hoffman. Según Hoffman, rechazó el papel porque pensó que "Scorsese estaba loco"; después de ver la película, Hoffman lamentó su decisión. Hay dos intervenciones de Scorsese en el filme: la primera y la más conocida es la del pasajero de taxi engañado por su esposa, el cual le cuenta a Travis sus intenciones de matarla. La segunda es en la primera aparición de Betsy, donde se le ve sentado en un banco dirigiendo su mirada a la chica.
Robert De Niro trabajó un mes como taxista para poder interpretar el papel. La escena en la que Travis está parado frente al espejo y finge una confrontación fue improvisada, ya que en el guion solo aparecía la frase: «Travis se mira al espejo». La frase «¿estás hablando conmigo?» se ha convertido en una de las frases más famosas de la historia del cine, haciendo aparición en una gran cantidad de películas y series.
Paul Schrader terminó el guion en cinco días y mientras lo escribía mantenía una pistola cargada en su escritorio, para motivarse e inspirarse.
Jodie Foster tenía trece años cuando se filmó la película, por lo que no pudo hacer escenas que incluían desnudos. Su personaje también tenía casi esa edad. Connie Foster, la hermana mayor de Jodie (quien tenía 19 cuando la cinta fue hecha), fue elegida como su doble para realizar esas escenas.

## Recepción
La película recaudó más de 28 millones de dólares, superando por mucho su presupuesto de 1,3 millones de dólares.
Las críticas en el momento de su estreno fueron en general positivas, y con el tiempo fue aclamada como una de las mejores películas de todos los tiempos. Posee un promedio de aprobación de 98 % en el sitio web agregador de reseñas Rotten Tomatoes.

## Premios y nominaciones

### Premios Óscar
| Año  | Categoría               | Nominado(a)      | Resultado |
| ---- | ----------------------- | ---------------- | --------- |
| 1976 | Mejor película          | Mejor película   | Candidata |
| 1976 | Mejor actor             | Robert De Niro   | Candidato |
| 1976 | Mejor actriz de reparto | Jodie Foster     | Candidata |
| 1976 | Mejor banda sonora      | Bernard Herrmann | Candidato |

### Premios Globo de Oro
| Año  | Categoría           | Nominado       | Resultado |
| ---- | ------------------- | -------------- | --------- |
| 1976 | Mejor actor - drama | Robert De Niro | Candidato |
| 1976 | Mejor guion         | Paul Schrader  | Candidato |

### Premios BAFTA
| Año  | Categoría               | Nominado                             | Resultado |
| ---- | ----------------------- | ------------------------------------ | --------- |
| 1976 | Mejor película          | Mejor película                       | Candidata |
| 1976 | Mejor director          | Martin Scorsese                      | Candidato |
| 1976 | Mejor actor             | Robert De Niro                       | Candidato |
| 1976 | Mejor actriz de reparto | Jodie Foster                         | Ganadora  |
| 1976 | Mejor música original   | Bernard Herrmann                     | Ganador   |
| 1976 | Mejor montaje           | Marcia Lucas Tom Rolf Melvin Shapiro | Nominados |

### Festival de Cine de Cannes
| Año  | Categoría    | Candidato      | Resultado |
| ---- | ------------ | -------------- | --------- |
| 1976 | Palma de Oro | Mejor película | Ganadora  |

## Listas
| Publicación             | País           | Categoría                                | Año  | Puesto |
| ----------------------- | -------------- | ---------------------------------------- | ---- | ------ |
| Empire                  | Estados Unidos | Las 500 mejores películas de la historia | 2012 | 17     |
| Internet Movie Database | Estados Unidos | Las mejores películas de la historia     | 2011 | 51     |
| Sight & Sound           | Estados Unidos | Las 50 mejores películas de la historia  | 2012 | 5      |

## En la cultura popular
- En el videojuego Grand Theft Auto, de 1997, Travis Bickle tuvo un "homenaje", siendo uno de los ocho protagonistas una parodia.
- En el capítulo de Los Simpson titulado "El heredero de Burns", Moe Szyslak parodia a Travis.
- El tema "The Badge", de la banda de metal Pantera, tiene como efectos de sonido algunos diálogos de Taxi Driver.
- En la primera temporada de la serie American Horror Story hacen referencia a la escena en el burdel, en la cual Travis señala con la mano tres disparos en su cabeza y pareciese que luego muere, representada por uno de los personajes, Tate Langdon (Evan Peters).
- En la novela gráfica Before Watchmen, el personaje de Rorschach, al intentar huir de unos maleantes, toma el taxi de Travis, y este intenta iniciar una conversación con Rorschach acerca de su punto de vista sobre la ciudad.
- El tema "Mi nombre es Travis", de la banda argentina Los Fabulosos Cadillacs, comienza con un fragmento de la película y trata sobre ella.
- En el capítulo "Hunting" de That 70's Show, Eric Forman utiliza como referencia a Travis.
- El tema "Red Angel Dragnet", de la banda de punk británica The Clash, hace alusión a la película y menciona el nombre de Travis.
- En la película Back to the Future Part III, de 1990, el personaje de Marty McFly recrea la parte en la que Travis se mira al espejo con el arma en la mano y repite "¿me estás hablando a mí?".
- En la película de Países Bajos "Little gangster" (2015), dirigida por Arne Toonen, el pequeño protagonista recrea la icónica escena de Travis frente al espejo.
- En el álbum de Nach "Ars Magna/Miradas" encontramos una canción denominada "Taxi Driver".
- En la canción "Warp mind" de Mitsuruggy aparece una mención a Travis Bickle.
- En el videoclip "Verdades Afiladas" del músico argentino Andrés Calamaro, se realizan varias referencias a la película.
- En la serie animada Spider-Man: The New Animated Series, específicamente en el episodio 11 “When Sparks Fly”, un personaje de fondo dice la mitica "¿me estás hablando a mí?".